# André Carrillo
André Martín Carrillo Díaz (* 14. června 1991, Lima) je peruánský fotbalista, který hraje jako útočný hráč za reprezentaci Peru.
Je přezdíván La Culebra (had).

## Klubová kariéra
Svou kariéru zahájil v Alianza Lima, v roce 2011 přestoupil do Sportingu. Za klub odehrál 110 zápasů a vstřelil 11 gólů.
V roce 2016 přestoupil do Benficy. Z klubu byl v letech 2017–2018 na hostování ve Watford FC. V letech 2018–2019 byl na hostování také v Al Hilalu, do kterého v roce 2019 přestoupil a odehrál za něj 109 zápasů.
V letech 2023–2024 hrál za Al Qadisiyah FC.

## Reprezentační kariéra
V roce 2011 byl poprvé povolán do reprezentace. Za Peru odehrál 100 zápasů a vstřelil 11 gólů.
Reprezentaci pomohl k finále Copa América 2019, kde podlehlo Peru Brazílii.
Hrál na Mistrovství světa ve fotbale 2018 a Copa América 2024.